# Sphaeramia
Sphaeramia is een geslacht van straalvinnige vissen uit de familie van kardinaalbaarzen (Apogonidae).

## Soorten
- Sphaeramia nematoptera Bleeker, 1856 – Pyjama-kardinaalbaars
- Sphaeramia orbicularis Cuvier, 1828